# Stor-Tuttjärnen
Stor-Tuttjärnen är en sjö i Älvdalens kommun i Dalarna och ingår i Dalälvens huvudavrinningsområde. Sjön har en area på 0,0519 kvadratkilometer och ligger 476,3 meter över havet. Sjön avvattnas av vattendraget Snipån.

## Delavrinningsområde
Stor-Tuttjärnen ingår i det delavrinningsområde (680124-139376) som SMHI kallar för Mynnar i Dalälvens vattendragsyta. Medelhöjden är 459 meter över havet och ytan är 18,7 kvadratkilometer. Det finns inga avrinningsområden uppströms utan avrinningsområdet är högsta punkten. Snipån som avvattnar avrinningsområdet har biflödesordning 2, vilket innebär att vattnet flödar genom totalt 2 vattendrag innan det når havet efter 370 kilometer. Avrinningsområdet består mestadels av skog (90 procent). Avrinningsområdet har 0,05 kvadratkilometer vattenytor vilket ger det en sjöprocent på 0,3 procent.